# ドリーム・トゥ・ビリーヴ
『ドリーム・トゥ・ビリーヴ』（原題:Flying）は1986年のカナダの映画。
困難を克服しながら、体操選手を目指す高校生を描いた青春映画。

## キャスト
ロビン・クルー
演 - オリヴィア・ダボ
主人公の女子高校生。
トミー・ワーニック
演 - キアヌ・リーヴス
ロビンの恋人。
カーリー・シモンズ
演 - ジェシカ・スティーン
ロビンの友人。
ジーン・ストーラー
演 - リタ・トゥシンハム
レア・キルボーン
演 - レニー・マーフィ
ジャック・クルー
演 - ショーン・マッキャン
マージ・クルー
演 - サマンサ・ランゲヴィン
ジリアン・クルー
演 - ニコル・ローガン
ステーシー
演 - サマンサ・ローガン
フレッド・ストーナー
演 - デニス・シンプソン

## その他
- VHS版が2000年3月3日、J.V.D.より発売された。
- DVD版が2002年1月10日、スパイクより『栄光へのフィニッシュ』（FLYING（DREAM TO BELIEVE））のタイトルで発売された。なお、DVDパッケージに「キアヌ・リーヴス衝撃スクリーン・デビュー作」と記載されているが、インターネット・ムービー・データベースには1985年のカナダ映画『One Step Away』がフィルムデビュー作であると記載されている[2]。
- 英題ではFlyingの他、Dream To BelieveやTeenage Dreamのタイトルで、VHSやDVDが発売されている。